# ليو ويدونغ
ليو ويدونغ (بالصينية: 刘卫东) (29 يناير 1987 بتشانغتشون في الصين - ) هو لاعب كرة قدم صيني في مركز الهجوم. لعب مع نادي تشانغتشون ياتاي ونادي تشونغتشينغ ليانغجيانغ.

## وصلات خارجية
- ليو ويدونغ على موقع قاعدة بيانات كرة القدم.إي يو (الإنجليزية)
- ليو ويدونغ على موقع Soccerway.com (الإنجليزية)